# Oise
|  | Aquest article tracta sobre el departament francès. Si cerqueu el riu homònim, vegeu «riu Oise». |

L'Oise pronunciat [ˈwazə] és un departament francès situat a la regió dels Alts de França amb el codi de departament 60. Abans de la reorganització administrativa de l'estat francès l'Oise estava adscrit a la regió de la Picardia.

## Fills il·lustres
- Roger Vailland (1907 - 1965) escriptor, Premi Goncourt de l'any 1957